# 세르게이 벨로프
세르게이 알렉산드로비치 벨로프(러시아어: Серге́й Алекса́ндрович Бело́в, 1944년 1월 23일 ~ 2013년 10월 3일)는 소련과 러시아의 농구 선수, 지도자이다. 현역 시절 포지션은 슈팅 가드로 PBC CSKA 모스크바와 소련 농구 국가대표팀 소속 선수로 활동했다. 유럽 농구 역사상 가장 위대한 선수 중 한 명으로 평가받으며, 자국 소련의 모스크바에서 열린 1980년 하계 올림픽 당시 개막식 성화 최종 점화자를 맡았다.
1991년 국제 농구 연맹(FIBA)에 의해 FIBA 위대한 선수 50인에 선정되었으며, 1992년 5월에는 네이스미스 농구 명예의 전당에 북아메리카인이 아닌 인물로는 최초로 헌액되었다. 2007년에는 FIBA 명예의 전당에 헌액되었고, 2008년에는 "위대한 유로리그 기여자 50인" 중 한 명으로 선정되었다.